# Gnomulus tuberculatus
Espèce
Gnomulus tuberculatus est une espèce d'opilions laniatores de la famille des Sandokanidae.

## Distribution
Cette espèce est endémique de Sumatra en Indonésie. Elle se rencontre dans le parc national du Gunung Leuser.

## Description
Le mâle holotype mesure 6,83 mm et la femelle paratype 6,90 mm, les mâles mesurent de 6,83 à 7,05 mm et les femelles de 6,90 à 7,18 mm.

## Systématique et taxinomie
Cette espèce a été décrite par Schwendinger et Martens en 2002.

## Publication originale
- Schwendinger & Martens, 2002 : « A taxonomic revision of the family Oncopodidae III. Further new species of Gnomulus Thorell (Opiliones, Laniatores). » Revue Suisse de Zoologie, vol. 109, no 1, p. 47–113 (texte intégral).